# Weasels Ripped My Flesh
Weasels Ripped My Flesh är ett av tre album Frank Zappa gav ut det produktiva året 1970, om än under bandets namn: The Mothers of Invention. Enligt bakidestexten representerar det "olika aspekter av vårt arbete 1967-1969". Skivan spänner från rak rock till experimenterande improvisationsmusik och röstcollage.

## Låtlista
Alla låtar skrivna av Frank Zappa utom "Directly From My Heart To You" (av Richard Penniman).
Sida ett
1. "Didja Get Any Onya" - 3:44
2. "Directly from My Heart To You" - 5:17
3. "Prelude to the Afternoon of a Sexually Aroused Gas Mask" - 3:35
4. "Toads of the Short Forest" - 4:48
5. "Get a Little" - 2:35

Sida två
1. "Eric Dolphy Memorial Barbecue" - 6:53
2. "Dwarf Nebula Processional March & Dwarf Nebula" - 2:12
3. "My Guitar Wants to Kill Your Mama" - 3:35
4. "Oh No" - 1:46
5. "The Orange County Lumber Truck" - 3:18
6. "Weasels Ripped My Flesh" - 2:05

Total speltid: 43:07

## Medverkande
- Frank Zappa - gitarr, sång
- Ian Underwood - altsaxofon
- Bunk Gardner - tenorsaxofon
- Motorhead Sherwood - baritonsaxofon
- Buzz Gardner - trumpet, flygelhorn
- Roy Estrada - bas, sång
- Jimmy Carl Black - trummor
- Art Tripp - trummor
- Don Preston - keyboards
- Ray Collins - sång (Oh No)
- Don "Sugar Cane" Harris - elfiol och sång (Directly From My Heart To You)
- Lowell George - kompgitarr och sång (Didja Get Any Onya)